# Ghofrane Haddaoui
Ghofrane Haddaoui (* 1980 oder 1981 in Tunis; † 17. Oktober 2004 in Marseille) war eine französische Boutiquen-Verkäuferin tunesischer Herkunft, die im Alter von 23 Jahren, wenige Tage vor ihrer Heirat, gesteinigt wurde. Sie ist damit das erste bekannte Opfer einer Steinigung auf dem Territorium der Europäischen Union. Haupttäter war ein 17-jähriger Tunesier, der zusammen mit einem 16-jährigen  Komplizen die junge Frau mit Steinwürfen tötete. Die beiden Mörder wurden zu 23 Jahren Gefängnis verurteilt.